# Rolls-Royce Silver Ghost

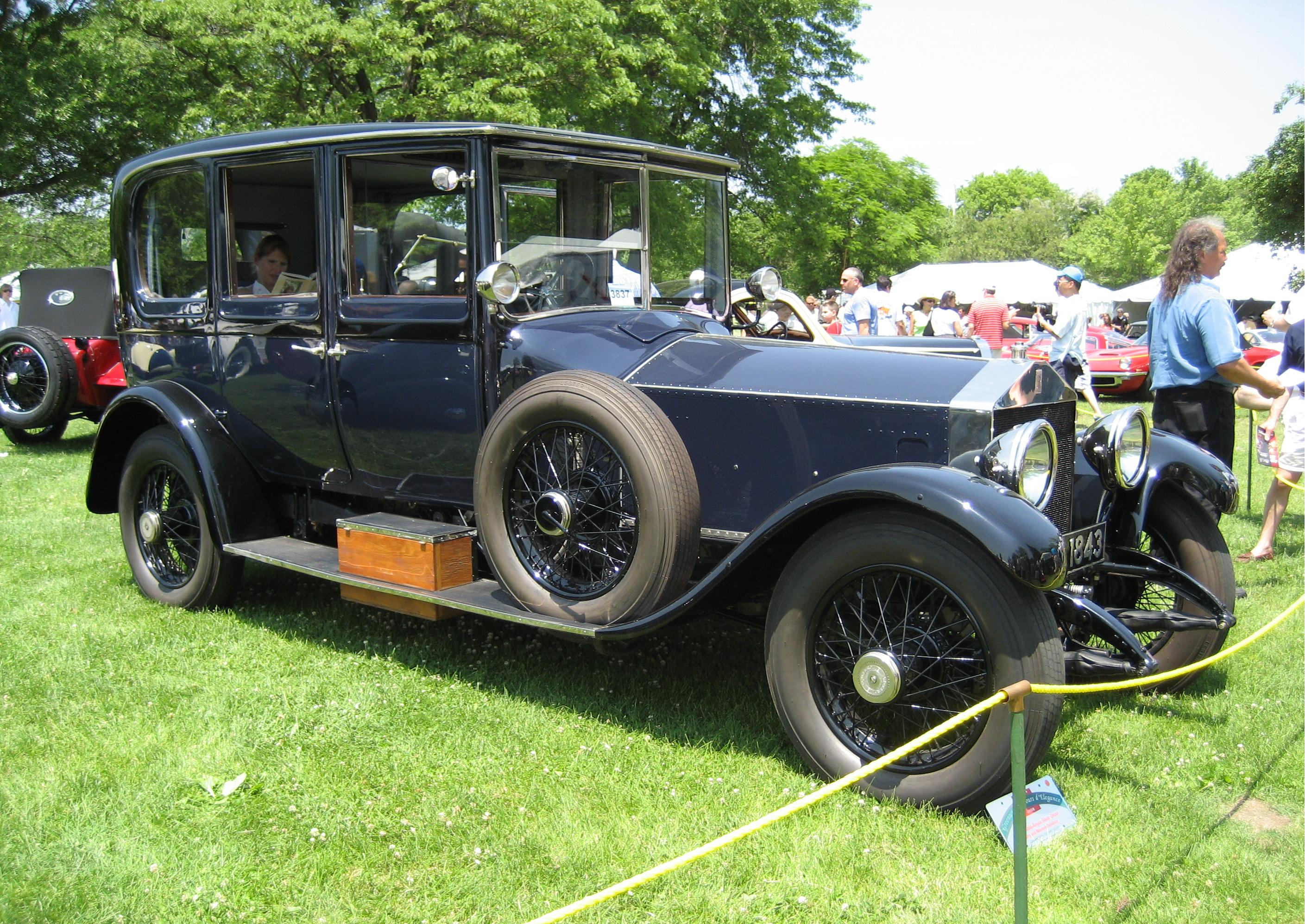
Una Rolls-Royce Silver Ghost limousine del 1920

La Silver Ghost, in origine chiamata 40/50 hp, è un'autovettura prodotta dalla Rolls-Royce dal 1907 al 1926. La denominazione si riferisce sia ad un esemplare preciso che ad una serie di automobili.

## Il contesto

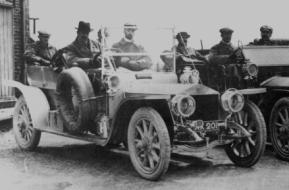
Una Silver ghost durante delle prove durante lo Scottish Reliability Trial del 1907

Il modello fu originariamente prodotto negli stabilimenti di Manchester; nel luglio 1908 la produzione fu spostata a Derby. Dal 1921 al 1926 fu fabbricato invece a Springfield.
Nel 1906 la Rolls Royce preparò quattro telai per il salone di Olympia; due erano di vetture in produzione, la 20H.P. e la 30H.P., e due invece della 40/50H.P. Questi ultimi erano ancora incompleti, e si dovrà aspettare il marzo 1907 per il lancio definitivo.
La rivista britannica “Autocar” scrisse nel 1907 che la Rolls-Royce Silver Ghost era la migliore auto del mondo.

## La “Silver Ghost”
Il direttore della sezione commerciale, Claude Johnson (spesso chiamato “il trattino tra Rolls e Royce”, data la sua importanza ed il contributo che ha dato all'azienda automobilistica britannica) ordinò una 40/50 hp verniciata con tintura a base di alluminio e connessioni placcate con argento. Sul cruscotto fu applicata una targhetta placcata d'argento con la scritta "Silver Ghost". Fu il dodicesimo esemplare prodotto, con telaio numero 60551, e registrata come “AX 201”. In seguito la stampa iniziò a chiamare con l'appellativo tutte le 40/50 H.P., così che nel 1925 la casa automobilistica britannica decise di denominare “Silver Ghost” l'intera serie.
L'”AX 201” fu venduta, per 750 sterline, nel 1908 a Sir Daniel Hanbury  che la utilizzò ripetutamente per recarsi nella sua residenza Italiana, Villa della Pergola ad Alassio, partendo dalla sua residenza inglese Castle Malwood a Lyndhurst nell'Hampshire. L'esemplare, restaurato nel 1989 dai carrozzieri Gordon Coachbuilders Luton e P&A Wood, appartiene oggi alla casa automobilistica britannica Bentley.
Nel 1984 il modello fu fotografato nel dettaglio per la realizzazione di modellini di automobili prodotti dalla Franklin Mint. La “Silver Ghost” fu tra i migliori esemplari prodotti da questa azienda.
La “Silver Ghost” è considerata l'autovettura più costosa a livello mondiale. È infatti assicurata per 35 milioni di dollari.
Il telaio ed il motore furono usati come base della Rolls-Royce Armoured Car, autoblindo utilizzato durante le due guerre mondiali.

## Caratteristiche tecniche

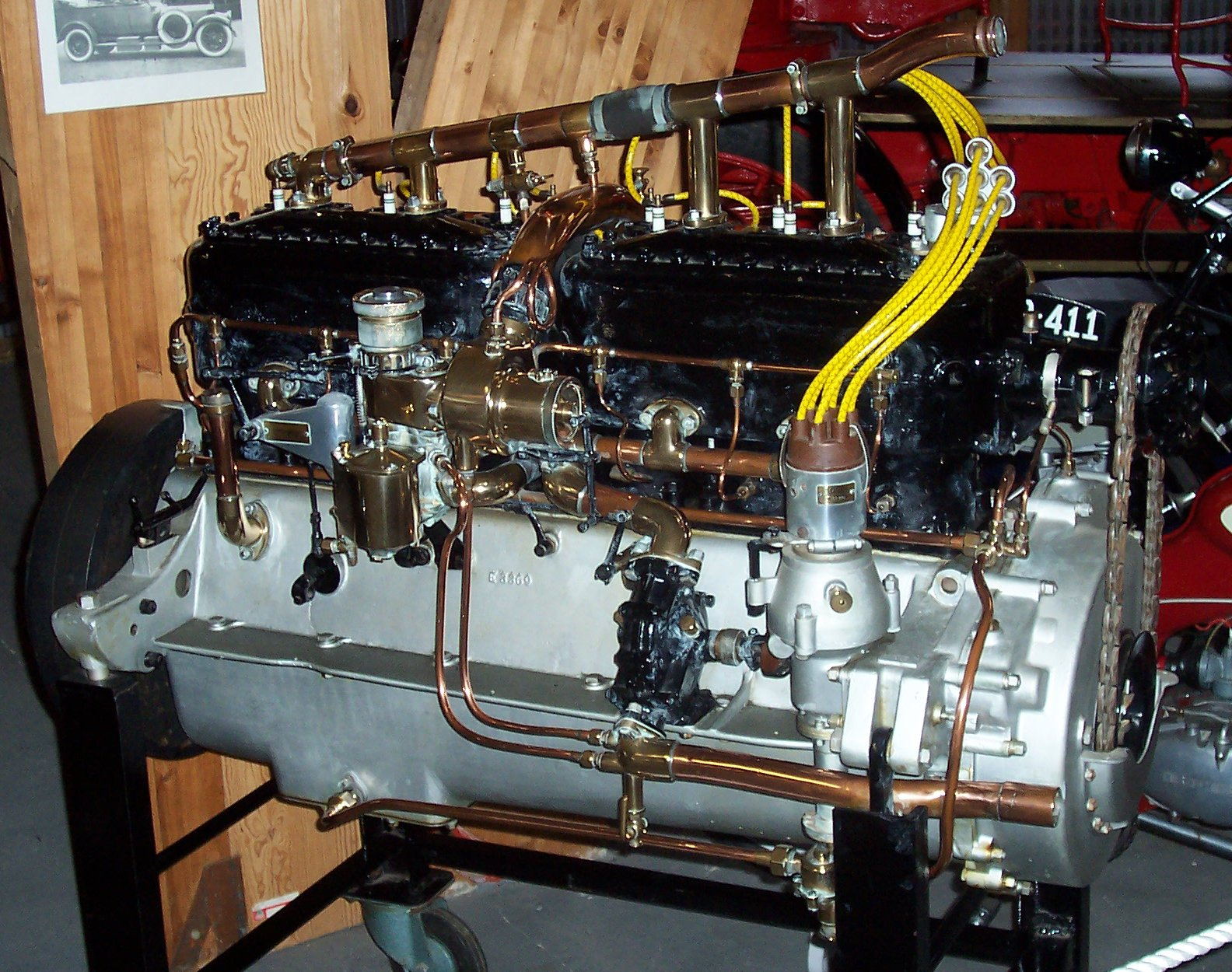
Il motore da 7,4 litri

La vettura all'inizio della produzione aveva valvole laterali, sei cilindri ed una cilindrata di 7036 cm³ (portato a 7428 dal 1909). La testata era formata da due blocchi distinti in cui erano ricavati tre cilindri ognuno. L'albero a gomiti era a sette supporti di banco con il supporto di banco centrale più grande degli altri per eliminare le vibrazioni, dividendo in pratica il motore in due unità tricilindriche. All'inizio la vettura aveva un cambio a tre marce, poi portato a quattro rapporti con la terza in presa diretta (1909). Il raffreddamento era ad acqua e la lubrificazione era a pressione regolata secondo l'apertura dell'acceleratore. In ogni cilindro erano montate due candele con la possibilità di scegliere, a partire dal 1921, tra l'accensione a magnete e quella a bobina. I primi esemplari montavano l'accensione a ruttore con possibilità di avere il magnete come optional, magnete che in seguito divenne di serie (la norma era di accendere il motore tramite batteria e ruttore, dopodiché bisognava avviare il magnete). Gli sviluppi al motore portarono all'incremento della potenza da 48 hp a 1.250 giri al minuto a 80 hp (2.250 giri al minuto). Nel 1914 fu introdotta, come optional, l'illuminazione elettrica dei fari. Fu installata di serie nel 1919 e sostituì l'illuminazione ad olio combustibile o acetilene. L'accensione elettrica fu introdotta nel 1919.
Il passo della vettura fu incrementato da 3442 mm (1907- 1913) a 3645 mm (1913-1923) e successivamente a 3658 mm e 3823 mm (1923-1926).
La velocità massima si aggira intorno agli 80-121 km/h.

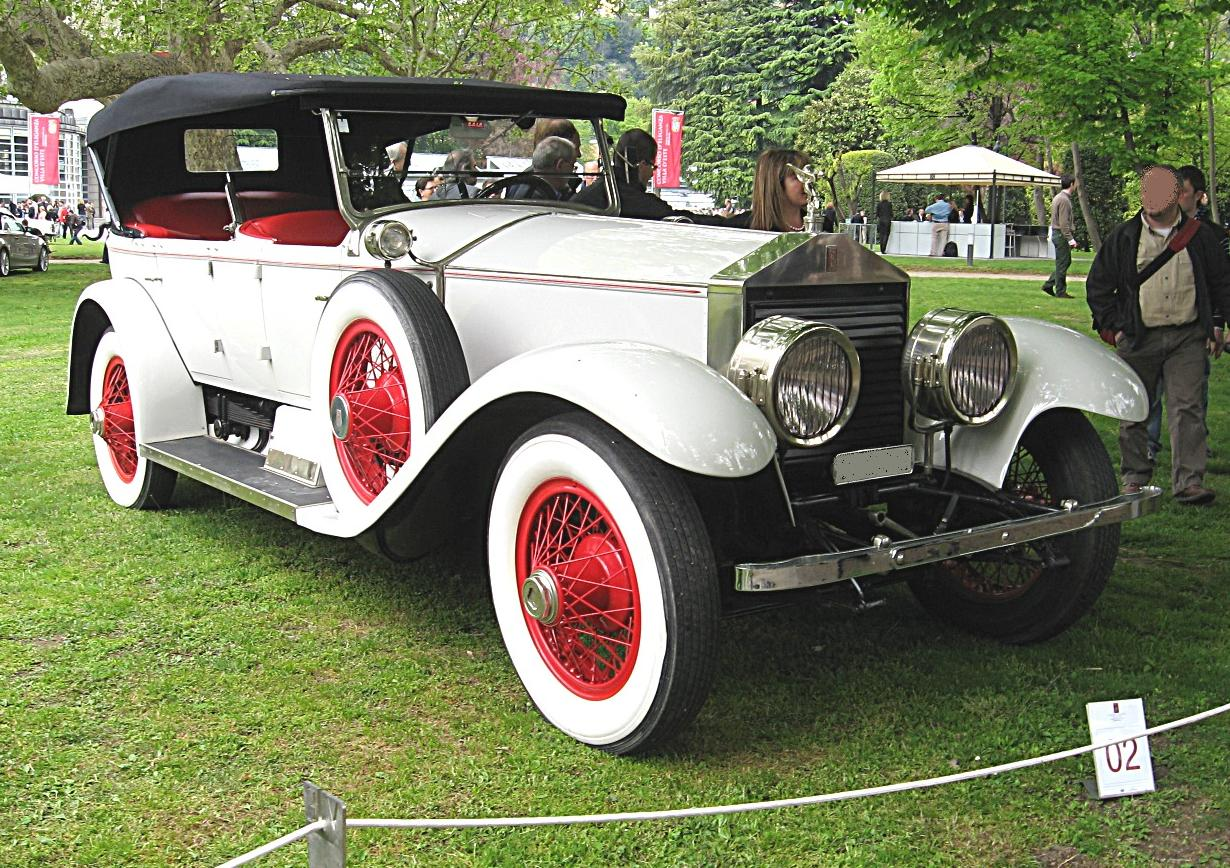
Una Rolls-Royce Silver Ghost del 1925

Il telaio era ad assale rigido e molle a balestra sia davanti che dietro.I primi telai avevano posteriormente balestre semiellittiche longitudinali ed una trasversale, successivamente balestre 3/4 ellittiche ed infine balestre cantilever. I primi modelli avevano l'impianto frenante formato da un freno a tamburo al retrotreno azionato da una leva a mano ed un freno sull'albero di trasmissione azionato da un pedale. Il freno a pedale passò ai tamburi sul retrotreno nel 1913, ma dal 1923 fu introdotto il sistema frenante servoassistito di tipo meccanico sulle quattro ruote come optional.
Il successo del modello portò la Rolls-Royce a produrre la “Silver Ghost” come unica serie di autovetture prodotte dall'azienda fino al lancio della Twenty, nel 1922. In totale furono prodotti, dal 1907 al 1926, 7874 esemplari, inclusi i 1701 prodotti negli Stati Uniti nello stabilimento di Springfield. Molti di essi sono funzionanti ancora oggi.
Il nome del modello fu ispirato dalla bassa rumorosità della vettura. Negli anni seguenti altre vetture furono chiamate con nomi che richiamavano termini dell'ambito paranormale.

## L'”Aquila delle Alpi”
Nel 1912 la vettura fu iscritta al prestigioso Austrian Alpine Trial, ma il suo cambio a tre rapporti era poco adatto alla competizione, soprattutto per la scalata al Katschbergpaß. Per l'edizione dell'anno successivo fu portata alla competizione la vettura con il nuovo cambio a quattro velocità e con il motore potenziato da 60 hp a 75 hp. Il propulsore aveva anche il rapporto di compressione aumentato e fu provvisto di un più grande carburatore. L'auto vinse sei corse, tra cui la prestigiosa coppa dell'Arciduca Leopoldo. A seguito di altre vittorie in competizioni analoghe, il modello fu chiamato “Aquila delle Alpi” da Ernest Hives, il responsabile dei collaudatori, soprannome che gli rimase.
Una versione decappottabile fu preparata dal carrozziere Barker. Partecipò a diverse gare in Scozia nel 1907 e, subito dopo, ad una gara che era sviluppata in un percorso lungo complessivamente 24.000 km e sviluppato tra Londra e Glasgow, tragitto attraversato 27 volte. Quest'ultima gara fece ottenere alla “Silver Ghost” fama di autovettura particolarmente affidabile, a differenza delle altre auto, considerando anche lo stato pessimo delle strade dell'epoca. In genere, anche dopo 11.000 km, la “Silver Ghost” aveva costi di manutenzione molto bassi considerato il periodo.